# Oulton (Suffolk)
Oulton is een civil parish in het bestuurlijke gebied East Suffolk, in het Engelse graafschap Suffolk. In 2001 telde de parish 3220 inwoners.
De naam Oulton komt in 1203 voor als "Aleton", hetgeen "de hoeve van Áli" (een oude Scandinavische persoonsnaam) of "oude hoeve" kan betekenen.